# Ужастики (список книг)
Список книг серии «Ужастики» (англ. Goosebumps), автором которых является американский писатель Роберт Лоуренс Стайн.
Приведённый ниже список книги демонстрирует их последовательность в том порядке, в котором они выходили в России.  

## Книги
| Название | Дата первой публикации | Код серии в оригинале       | Код серии в России |
| --- | ---------------------- | --------------------------- | ------------------ |
| «Игра в невидимку» Let’s Get Invisible! | март 1993              | Goosebumps #6               | 1                  |
| В свой день рождения Макс находит на чердаке необычный подарок — волшебное зеркало, способное делать человека невидимым. Макс и его друзья затевают игру в невидимку: «Вот меня видно, а вот не видно». Всё это ужасно забавно и интересно. Но постепенно Макс понимает, что теряет контроль над волшебством. С каждым разом он остаётся невидимым всё дольше и дольше. Игра в невидимку обернулась опасной забавой. Неужели Макс останется невидимым навечно? Осторожнее, читатель, — страх идёт по пятам! |                        |                             |                    |
| «Пугало гуляет в полночь» The Scarecrow Walks at Midnight | май 1994               | Goosebumps #20              | 2                  |
| Джоди любит приезжать на ферму к дедушке. Ничего особенного интересного там нет, зато дедушка знает много страшных историй. А какие оладьи печет бабушка — объедение! Но в этом году на ферме все по-другому. Дедушка с бабушкой очень состарились. А на кукурузном поле происходит что-то непонятное. Если раньше там было одно пугало, то теперь их не меньше дюжины, и выглядят они жутковато. А однажды вечером Джоди увидела нечто совершенно невероятное. Ей показалось, что пугала оживают… |                        |                             |                    |
| «Нечто из подвала» Stay Out of the Basement | июль 1992              | Goosebumps #2               | 3                  |
| Однажды брат и сестра Маргарет и Кассей стали замечать, что их отец слишком много времени проводит в подвале и запрещает им туда ходить. И, хотя отец — заядлый ботаник, детям всё это кажется очень подозрительным. С отцом происходят странные вещи, а однажды дети обнаружили, что у него из головы растут листья. |                        |                             |                    |
| «Смертельное фото» Say Cheese and Die! | ноябрь 1992            | Goosebumps #4               | 4                  |
| Что-то не в порядке со старым фотоаппаратом, который Грег с друзьями нашли в заброшенном доме. Фотографии получились какие-то странные. Например, вместо новой машины на снимке получился вдребезги разбитый автомобиль. А потом отец Грега на самом деле попал в ужасную аварию! Но друзья Грега ему не поверили. Шери даже заставила его принести фотоаппарат на свой день рождения и сфотографировать её. Только Шери на фотографии не оказалось! Неужели она теперь исчезнет навсегда? Кто ещё станет жертвой этого дьявольского фотоаппарата? |                        |                             |                    |
| «Тайна кораллового рифа» Deep Trouble | май 1994               | Goosebumps #19              | 5                  |
| Билли и его сестра Шин проводят каникулы у своего дяди — доктора Дипа на большом исследовательском катере «Кассандра», вблизи одного из крошечных островков Карибского моря. Это место идеально для изучения тайн подводного мира, а Билли бредит приключениями… Рифы притягивают Билли словно магнит. Там так красиво… Издали они такие мирные и безмятежные. Но вскоре выясняется, что он на рифах не один. Что-то тёмное, с тускло проблескивающей крупной зеленоватой чешуёй таится под лазурной поверхностью воды. Что-то таинственное… Полурыба-получеловек… |                        |                             |                    |
| «Дьявольская кровь» Monster blood | сентябрь 1992          | Goosebumps #3               | 6                  |
| Эвану приходится переехать к своей глухой бабушке, пока его родители ищут квартиру. Он знакомится с девочкой по имени Энди. Однажды они заходят в магазин и обнаруживают странную банку, на которой написано: «Дьявольская кровь». Продавец отказывается продать детям банку, но те его упросили. Когда они показывают это глухой бабушке Эвана, та делает пассы над банкой, а затем отдаёт её Эвану. В банке оказывается странный зелёный комочек. Поскольку он хорошо отскакивает от твёрдых поверхностей, дети играют с ним. Но потом они начинают замечать, что в городе происходят странные вещи.                                                                                 |                        |                             |                    |
| «Один день в парке ужасов» One day in horrorland | февраль 1994           | Goosebumps #16              | 7                  |
| Семья Моррис заблудилась в поисках зоопарка. По дороге они попадают в Кошмарию, страну оживших ночных ужасов. В ней почти нет посетителей, нет телефонов, а служители наряжены монстрами. Похоже, что здесь очень интересно. Правда, «Смертельный спуск» с горы что-то уж слишком опасен. А «Зеркальный дворец» вообще отбивает всякую охоту развлекаться. Все шутки в парке ужасов чересчур зловещие. Переходят всякие границы. |                        |                             |                    |
| «Добро пожаловать в мёртвый дом» Welcome to Dead House | июль 1992              | Goosebumps #1               | 8                  |
| Аманда и Джош переезжают с родителями на новое место — в большой мрачный дом, оставшийся их отцу в наследство от старого двоюродного дедушки, которого никто из них никогда не видел. Детям дом сразу не понравился. Похоже, в нём даже водятся привидения — Аманде все время мерещатся незнакомые мальчики и девочки, разгуливающие по всему дому. |                        |                             |                    |
| «Уж-ж-жасные пчёлы» Why I’m Afraid of Bees | 1 марта 1994           | Goosebumps #17              | 9                  |
| Гэри Лутцу совсем не везет в жизни. У него нет настоящих друзей, соседские парни не упускают случая поколотить его. Он боится пчёл, а у его соседа есть целая пасека. Единственный друг Гэри — компьютер. Однажды в интернете он нашёл предложение поменять своё тело на любое другое. Заинтриговавшись, Гэри соглашается. Однако во время перемещения в аппарат случайно попадает пчела. |                        |                             |                    |
| «Проклятие гробницы фараона» The Curse of the Mummy’s Tomb | январь 1993            | Goosebumps #5               | 10                 |
| Гейб с родителями приехал в Египет, потому что там живёт его дядя Бен. Неожиданно родителям срочно надо ехать в Александрию, и Гейб остаётся в Каире с дядей Беном и его дочерью Сари. Дядя Бен знакомит Гейба с пирамидами. Сари предлагает Гейбу исследовать пирамиды самостоятельно. Они идут по коридорам, и неожиданно у Гейба развязывается шнурок. Наклонившись, чтобы его завязать, Гейб не сразу заметил, что Сари исчезла. |                        |                             |                    |
| «Лето кошмаров» Welcome to Camp Nightmare! | июль 1993              | Goosebumps #9               | 11                 |
| Родители Билли, исследователи и учёные, отправляют его в лагерь. Автобус, который вёз детей в лагерь, уезжает, оставив детей и их вещи на дороге. За ними приходят вожатые и отводят в лагерь. Там одного мальчика жалит змея, а вожатые на это не обращают никакого внимания. Утром мальчик и его вещи таинственным образом исчезают. С того момента начинают происходить таинственные вещи, на которые не обращает внимания никто, кроме Билли. |                        |                             |                    |
| «Волшебство хрустального шара» Be Careful What You Wish For… | 1994                   | Goosebumps #12              | 12                 |
| Саманта Бёрд, высокая и неуклюжая девушка, постоянно подвергается насмешкам из-за своей фамилии (Бёрд в переводе с английского — птица). Она ходит на баскетбол, хотя и не умеет хорошо играть. Однажды она встречает на улице пожилую женщину Клариссу и помогает ей дойти до своего дома. За это Кларисса награждает Саманту тремя желаниями. |                        |                             |                    |
| «Смертельный урок музыки» Piano Lessons can be Murder | ноябрь 1993            | Goosebumps #13              | 13                 |
| Родители двенадцатилетнего Джерри переезжают в новый дом. На чердаке он обнаруживает старое пианино и решает научиться на нём играть. Однако по ночам Джерри слышит печальную музыку, а однажды он спустился и обнаружил, что на пианино играет женщина-призрак. Родители нанимают Джерри учителя мистера Визка, который учит его играть на пианино. Однако учитель какой-то странный: он обращает внимание только на руки Джерри. И действительно, с руками Джерри начинается творится что-то странное. |                        |                             |                    |
| «Оборотень из болот» The Werewolf of Fever Swamp | декабрь 1993           | Goosebumps #14              | 14                 |
| Грэди и его сестра Эмили переехали в новый дом. Их отец держит в загоне оленя, чтобы выяснить, сможет ли он выжить, если его выпустить на волю. Грэди и Эмили гуляют по лесу, однако один раз они обнаружили, что заблудились. Они находят хижину старого отшельника, который прогоняет их. Вскоре Грэди кусает собака, а на местном болоте находят растерзанных птиц. |                        |                             |                    |
| «Самое жуткое приключение» My Hairiest Adventure | декабрь 1994           | Goosebumps #26              | 15                 |
| Ларри Бойд нашёл в мусорном баке классную штуку — старый флакон с надписью «Мгновенный загар». На этикетке значилось: «Втирая это средство в кожу, вы приобретете бронзовый загар за считанные минуты!» Так и сделали Ларри и его друзья, но загар у них не появился. Ничего не вышло. По крайней мере, так думал Ларри, пока не заметил волоски. Темные, колючие волоски, покрывавшие ладони и лицо. Точнее, не волоски, а блестящую чёрную шерсть. После каждого бритья шерсть вырастала ещё быстрее. |                        |                             |                    |
| «Ночь в башне ужаса» A Night in Terror Tower | январь 1995            | Goosebumps #27              | 16                 |
| Сью и Эдди вместе с экскурсоводом исследуют таинственную башню, откуда в Средние века непонятным образом пропали два человека. Дети теряют экскурсовода и пытаются выбраться, однако их преследует странный человек с топором. Когда же они выбираются, то обнаруживают, что информации об их родителях нигде нет. Да и самих родителей они не помнят. |                        |                             |                    |
| «Тайна часов с кукушкой» The Cuckoo Clock of Doom | февраль 1995           | Goosebumps #28              | 17                 |
| Майкл Вебстер ненавидит свою сестру Тару за то, что та постоянно пакостит ему. Однажды родители покупают часы с кукушкой в антикварном магазине. Ночью Майкл тайно пробирается к ним и сворачивает голову кукушке. И — странное дело — время начинает идти назад. |                        |                             |                    |
| «Загадочная находка» It Came from Beneath the Sink! | апрель 1995            | Goosebumps #30              | 18                 |
| Кэт с братом Дэниэлом переехали в новый дом. Кэт нашла под раковиной странную губку, которая пульсировала, будто была жива. Когда Кэт продемонстрировала находку папе, тот упал с лестницы. А губка запульсировала ещё сильнее. |                        |                             |                    |
| «Улица страшных снов» A Shocker on Shock Street | сентябрь 1995          | Goosebumps #35              | 19                 |
| Эрин Райт и её друг Марти обожают фильмы ужасов. Особенно «Улицу кошмаров» — про разных монстров. Но когда Марти и Эрин отправились на экскурсию по киностудии, где снимают «Улицу кошмаров», они испугались не на шутку. |                        |                             |                    |
| «Легенда Дремучего леса» Legend of the Lost Legend | сентябрь 1996          | Goosebumps #47              | 20                 |
| Папа у Джастина — знаменитый писатель. Он много ездит по миру в поисках интересных историй, собирает древние легенды и пишет сказки. Вот и на этот раз он отправился в Брованию и взял с собой сына Джастина и дочь Мариссу. Они решили отыскать таинственную древнюю рукопись под названием Легенда дремучего леса. Никто не знает, о чём говорится в легенде. Рукопись потерялась пятьсот лет назад. Джастин с Мариссой очень хотели помочь отцу. Но рукопись они не нашли, зато потерялись сами. Заблудились в дремучих лесах Бровании, где обитают странные существа: миллионы писклявых мышей, собака с серебряной шерстью и суровые викинги из далекого прошлого.                |                        |                             |                    |
| «Как я научился летать» How I Learned to Fly | февраль 1997           | Goosebumps #52              | 21                 |
| Вилсон Шламм был единственной причиной неудач Джека Джонсона. И Джеку приходилось терпеть это. Вот почему он оказался на пляже, в старом, жутком, заброшенном доме. В полной темноте. Пытаясь быть подальше от Вилсона. Вот тогда-то жизнь Джека круто изменилась. Он нашёл замечательную книгу «Уроки полетов». В ней объяснялось, как человек может научиться летать. Бедняжка Джек. Он хотел всего лишь отомстить Вилсону. Но теперь, когда он научился летать, события, происходящие на земле, стали принимать неожиданный оборот. |                        |                             |                    |
| «Проклятие холодного озера» The Curse of Camp Cold Lake | июнь 1997              | Goosebumps #56              | 22                 |
| Сара приезжает в летний лагерь. Из-за нескольких неловких недоразумений её ненавидит весь лагерь. И тогда Сара решила сделать вид, что утонула, чтобы все её жалели и уважали. Однако вскоре Сара поняла, что не следовало ей этого делать, ведь на самом дне озера обитало странное существо. |                        |                             |                    |
| «Заклятие старой колдуньи» Chicken Chicken | 1 марта 1997           | Goosebumps #53              | 23                 |
| Все жители Гошен-Фоллс считают Ванессой колдуньей. Она одевается во всё чёрное. Красит губы чёрной помадой. И может заколдовать любого — по крайней мере, так говорят. Кристал и её брату Коулу было давно известно: нельзя верить тому, что говорят люди. Но рассказам о Ванессе они поверили после того, как случайно рассердили её и услышали странные слова: «Цыпа-цыпа!» С тех пор с ними стало происходить нечто ужасное. Губы Кристал затвердели, как птичий клюв, а у Коула начали расти уродливые белые перья. |                        |                             |                    |
| «Атака мутанта» Attack of the Mutant | август 1995            | Goosebumps #25              | 24                 |
| Скиппер Мэтьюз собрал замечательную коллекцию комиксов. Его любимый комикс «Мутант в маске» рассказывал о злодее, который стремился покорить Вселенную. Скиппер взахлёб читал о приключениях Мутанта — до тех пор, пока однажды вдруг не оказался в незнакомом районе города и не увидел здание, точную копию тайного убежища Мутанта. |                        |                             |                    |
| «Страшная месть» Go Eat Worms! | июль 1994              | Goosebumps #21              | 25                 |
| Тодд увлекается червями? Не то слово — он так очарован ими, что устроил для них в подвале ферму! Больше всего Тодду нравится пугать ими свою сестру и её подругу. Он бросает червей им в волосы, засовывает за шиворот. Но однажды, разрезав червя пополам, Тодд заметил нечто странное. Все черви, казалось, пристально наблюдают за ним! Вдруг Тодд стал обнаруживать червей в самых неожиданных местах: в постели, в школьной тетради… Даже в бутерброде! Что делать любителю червей, когда собственные черви начинают одолевать его? |                        |                             |                    |
| «Лагерь призраков» Ghost Camp | июль 1996              | Goosebumps #45              | 26                 |
| Гарри и его брат Алекс приехали в лагерь «Волшебная луна». Однако там были какие-то странные обычаи. Они становятся свидетелями страшных событий: сначала девочка сунула руку в костёр, а затем мальчик проткнул себе ногу колышком для палатки. Гэри решает, что в лагере что-то не так. |                        |                             |                    |
| «Собаки-призраки» The Barking Ghost | июнь 1995              | Goosebumps #32              | 27                 |
| Семейство Холмсов переезжает в новый дом, затерянный глубоко в лесу. Микки любит издеваться над своим братом Купером, потому что он всего боится. Однако какая-то девочка сказала Куперу, что в лесу водятся привидения. Однако позже она призналась, что на эту идею её подбил Микки. Но это никак не объясняет присутствие зловещих собак, которых не видит никто, кроме Купера. |                        |                             |                    |
| «Загадка снежного человека» The Abominable Snowman of Pasadena | декабрь 1995           | Goosebumps #38              | 28                 |
| Джордану Блейку и его сестре Николь, живущим в американском городе Пасадена, очень надоела жара. Вот бы хоть разок увидеть настоящую зиму! Настоящую зиму с настоящим снегом. И вот их мечта сбылась. Блейки едут на Аляску! Их отцу поручили сфотографировать загадочное существо, которое, по слухам, живёт в заснеженных горах. Бедные Джордан и Николь! Все, чего они хотели, это посмотреть, как выглядит снег. А теперь их преследует ужасное чудовище. Заросшее шерстью существо, известное как ужасный снежный человек! |                        |                             |                    |
| «Фантом в зрительном зале» Phantom of the Auditorium | октябрь 1994           | Goosebumps #24              | 29                 |
| У героини книги, девочки по имени Брук, есть лучший друг — её одноклассник Зик. Зик получил главную роль в школьном спектакле по пьесе под названием «Призрак». Зик полностью поглощён постановкой. Ему нравится наряжаться в загадочный костюм Призрака. Но Брук считает, что Зик чересчур увлекается и выходит за рамки дозволенного, когда он пугает других участников спектакля. И тогда начинаются на самом деле странные вещи. На одной из декораций появляется надпись: «Держись подальше от моего родимого дома!» Подобно удару молнии прожектор разрывает темноту и высвечивает её. Кто-то пытается сорвать постановку? А может быть, под сценой действительно живёт призрак? |                        |                             |                    |
| «Призрак без головы» The Headless Ghost | ноябрь 1995            | Goosebumps #37              | 30                 |
| Все знают Дом-на-Холме. Это самое известное место в маленьком городке Уилер-Фоллс, куда обязательно привозят туристов. А все потому, что в доме водится привидение: призрак тринадцатилетнего мальчика. Мальчика без головы! Дуан и Стефани обожают ходить на экскурсии в Дом-на-Холме. Там так темно, жутко и страшно. Жаль только, что им никак не удается найти призрака. Но вот однажды ребята решили найти его голову. Просто ради забавы. Чтобы заняться чем-нибудь интересным… |                        |                             |                    |
| «Тайна пишущей машинки» The Blob That Ate Everyone | май 1997               | Goosebumps #55              | 31                 |
| Мальчик, любящий сочинять жуткие истории, взял машинку из антикварной лавки, в которую попала молния. Он сочиняет рассказ о Коме-Пожирателе. Однако обнаруживает, что всё, что он написал, постепенно превращается в действительность. Он не знает, что ему делать дальше. Однако вскоре, разозлившись на весь мир, он быстро набирает текст о монстре, напавшем на город. И вскоре обнаруживает этого монстра на улице. |                        |                             |                    |
| «Мой друг-невидимка» My Best Friend Is Invisible | июль 1997              | Goosebumps #57              | 32                 |
| Сэмми Якобс без ума от ужастиков и научной фантастики. Не самое лучшее увлечение, по крайней мере по мнению родителей Сэмми. Они ученые-исследователи и верят только в настоящую науку. И вот Сэмми встречает кого-то, кто абсолютно ненастоящий. Он поселяется в комнате Сэмми. Ест его кашу за завтраком. Сэмми хочет найти способ избавиться от нового «друга». Но существует только одна проблема: новый «друг» Сэмми — невидимка! |                        |                             |                    |
| «Месть садовых гномов» Revenge of the Lawn Gnomes | август 1995            | Goosebumps #34              | 33                 |
| Отец Джо Бертона купил для украшения газона двух уродливых садовых гномов. На следующее утро выяснилось, что ночью кто-то разорил соседский огород. Таинственные происшествия следуют одно за другим. Проказы становятся все злее. Но ведь гномы — это всего лишь пластмассовые украшения, не может быть, чтобы они были всему виной. Или все-таки может? |                        |                             |                    |
| «Пляж призраков» Ghost Beach | август 1994            | Goosebumps #22              | 34                 |
| Друзья Джерри рассказали ему историю о призраке, который живёт в пещере рядом с пляжем. Теперь Джерри ждет не дождется, когда же можно будет обследовать эту пещеру. Он расспрашивает всех об этом загадочном месте, но почему-то ни его родственники, ни друзья не хотят говорить об этом. |                        |                             |                    |
| «Как мне досталась сушёная голова» How I Got My Shrunken Head | январь 1996            | Goosebumps #39              | 35                 |
| Марк получает в подарок от своей тетушки сушеную голову с острова Баладора. Но это ещё не все. Оказывается, тетя ждет его в гости в своем научном лагере в джунглях. Марк счастлив — ведь он так давно хотел побывать там. Но когда он добирается туда, выясняется, что тетя исчезла, а её коллеги считают, что Марк сможет её отыскать с помощью загадочного Колдовства джунглей и своего подарка — сушеной головы. |                        |                             |                    |
| «Зверёк с Востока» The Beast from the East | май 1996               | Goosebumps #43              | 36                 |
| Джингер и её братья-близнецы Нат и Пат заблудились в лесу. Страшно? Ни капельки! Чему-то же Джингер должна была научиться в том дурацком скаутском лагере, где она провела целый месяц прошлым летом! Но всё-таки этот лес какой-то странный. Трава оранжевая. Кусты пурпурные. А деревья высотой с небоскрёб. В довершение всего Джингер с братьями повстречались со здешними «зверушками» — огромными существами, покрытых пушистым синеватым мехом. Они хотят сыграть с незнакомцами в игру. Тот кто выиграет, останется в живых. Тот, кто проиграет, того съедят. |                        |                             |                    |
| «Улыбнись и умри» Say Cheese and Die — Again! | июнь 1996              | Goosebumps #44              | 37                 |
| Козий Сор. Так Грег называет своего учителя по английскому, мистера Сора. От него одни неприятности, и вот последняя — он поставил Грегу двойку за устный рассказ. Он не поверил рассказу Грега о фотокамере, которую тот нашёл в прошлом году. О тех фотографиях, которые получались. О тех ужасных вещах, которые потом происходили. Бедный Грег… Он просто хотел доказать, что говорит правду. Он снова вытащил камеру из тайника, и опять стали происходить события одно страшнее другого. Точно так же, как и в прошлый раз… Можно ли как-то победить колдовство фотокамеры или Грегу и его друзьям придется страдать всю оставшуюся жизнь?                                       |                        |                             |                    |
| «Как убить монстра» How to Kill a Monster | август 1996            | Goosebumps #46              | 38                 |
| Гретхен и её брату Кларку придется провести две недели у бабушки с дедушкой, в огромном старом доме в глубине мрачного болота. Ребята обнаруживают наверху запертую комнату, из-за двери которой доносятся странные звуки, слышат в коридоре таинственные шаги, и в довершение всего бабушка с дедушкой исчезают, оставив после себя странные письма, а в доме появляется ужасное чудовище. Сумеют ли брат с сестрой убить монстра и спастись? |                        |                             |                    |
| «Ну как, испугался?» Are You Terrified Yet? | сентябрь 1998          | Goosebumps: Series 2000 #9  | 39                 |
| Трусишка Крэг — вот как называли героя этой книги в его старой школе. Теперь он переехал в другой город и думает только о том, как бы не показать себя трусом перед своими новыми школьными товарищами. Совершенно случайно ему удается прослыть храбрецом, но его новые приятели специально подстраивают для него все более ужасные испытания. Удастся ли ему выйти из них с честью? Может быть, но для этого придется стать настоящим героем. |                        |                             |                    |
| «Шкура оборотня» Werewolf Skin | октябрь 1997           | Goosebumps #60              | 40                 |
| Алекс Хантер приехал погостить к своим дяде и тете в местечко под названием Волчий Ручей. Дядя и тетя — профессиональные фотографы — прекрасно понимают племянника, который тоже увлекается фотографией. С ними очень легко найти общий язык, потому что у них только два требования: Алекс не должен ходить в лес ночью и должен держаться как можно дальше от соседнего дома, в котором живут очень странные люди. Алекс только хотел сделать несколько интересных кадров. Но в итоге он почти раскрыл страшную тайну Волчьего Ручья. Как-то ночью в полнолуние… |                        |                             |                    |
| «Вся нечисть» Calling All Creeps! | декабрь 1996           | Goosebumps #50              | 41                 |
| Рикки выгнали из школьной газеты… Неудивительно, ведь ему что ни поручи, он все провалит. Но сам он считает, что виновата во всем главный редактор — старшеклассница Таша, и решает ей отомстить. Он сыграет с ней шутку, обычную, невинную шутку. Просто поместит в газете объявление: «Всей Нечисти! Всей Нечисти! Если ты настоящая Нечисть, звони Таше по тел. 555-6709 после полуночи». Но вышло так, что звонить стали Рикки. Странные ребята, которые называют себя настоящей Нечистью с пурпурной чешуйчатой кожей и длинными клыками… |                        |                             |                    |
| «Дьявольская кровь-2» Monster Blood II | апрель 1994            | Goosebumps #18              | 42                 |
| Отдыхая прошлым летом у своей тетушки, Эван Росс со своей подружкой Энди забрели в старую лавку игрушек. Их внимание привлекла синяя жестяная банка с Дьявольской кровью. Эван имел глупость рассказать всем в школе, какой ужас они пережили, когда эта зелёная тягучая жидкость стала разрастаться, словно живое существо. Никто из одноклассников, и особенно преподаватель естественных наук мистер Мёрфи, не верит Эвану Россу. Остается одно — доказать, что Дьявольская кровь существует! |                        |                             |                    |
| «Вам меня не напугать!» You can`t scare me! | январь 1994            | Goosebumps #15              | 43                 |
| Кертни обожает выпендриваться и считает себя самой храброй. Она всегда выставляет Эдди и его друзей в дурацком свете. Но на сей раз, терпение у Эдди лопнуло. Он решил напугать Кертни раз и навсегда и придумал великолепный план. Он собирается заманить Кертни на Мутный ручей. Дело в том, что Кертни верит в глупую сказку о том, что там живут Грязные монстры. Плохо только то, что сам Эдди в это не верит… |                        |                             |                    |
| «Маска одержимости» The Haunted Mask | сентябрь 1993          | Goosebumps #11              | 44                 |
| Что за жуткая маска у Карли Бет! Чуть не до смерти напугала младшего брата Ноа, и даже друзья повели себя как последние трусы. А ведь должна была стать лучшей маской Хеллоуина. На это, по крайней мере, рассчитывала Карли Бет. Но что-то она не предусмотрела. Потому что Хеллоуин на исходе. А Карли Бет все ещё в этой странной маске. |                        |                             |                    |
| «Дьявольская кровь — 3» Monster blood III | март 1995              | Goosebumps #29              | 45                 |
| Эван никак не мог справиться с тяжелой работой — присматривать за своим гениальным двоюродным братом Кермитом. Кермит не признавал видеоигр. Он даже не хотел играть на открытом воздухе с диском, который дети перебрасывают друг другу! Все, что он любил, — это сидеть в подвале, проводить странные химические опыты и зло подшучивать над Эваном и его подругой Энди. Но теперь Энди придумала что-то такое, что станет для Кермита уроком на всю жизнь! Это нечто зелёное. Липкое. И хранится в баночке, на которой написано «Дьявольская кровь». |                        |                             |                    |
| «Привидение в зеркале» Ghost in the Mirror | январь 2000            | Goosebumps: Series 2000 #25 | 46                 |
| Жизнь Джейсона протекала спокойно и размеренно. Но в один прекрасный день его родители купили старинное зеркало, которое поставили в его комнате. И тут с Джейсоном начали твориться невероятные и ужасные вещи. Оказалось, что в зеркале живут страшные чудовища и они имеют свои особые виды на Джейсона и его друга Фреда. |                        |                             |                    |
| «Дьявольская кровь — 4» Monster Blood IV | декабрь 1997           | Goosebumps #62              | 47                 |
| Эван Росс не может забыть о дьявольской крови — кошмарной зелёной слизи, которая никогда не перестаёт расти. Она может превратить обычных домашних питомцев в диких зверей, а двенадцатилетних детей в причудливых гигантов. Но сейчас в городе появился новый вид крови монстра. Единственное отличие — слизь стала синей, а не зелёной, как раньше. И вместо того, чтобы просто расти, она размножается в виде кошмарных созданий с острыми, как бритва, зубами. |                        |                             |                    |
| «Я — твой злобный близнец» I Am Your Evil Twin | июнь 1998              | Goosebumps: Series 2000 #6  | 48                 |
| Казалось бы, дело обычное: так сложились обстоятельства, что двенадцатилетний Монти должен прожить один в доме своего дяди. Дядя его занимается какой-то странной наукой. Поэтому жизнь ни о чём не догадывающегося мальчика вскоре превращается в настоящий кошмар, выбраться из которого оказывается очень и очень непросто. Гораздо проще оказаться в компании своих собственных клонов, которым предстоит отправиться в Южную Америку для дальнейших исследований. |                        |                             |                    |
| «Лагерь ужаса» Fright Camp | август 1998            | Goosebumps: Series 2000 #8  | 49                 |
| Восторгу двух братьев не было предела, когда родители предложили им поехать в «Лагерь ужаса». Ведь этот лагерь принадлежит известному писателю, создателю фильмов ужасов, которые очень любят смотреть Эндрю и Тайлер. Но иногда реальные и киношные ужасы бывают так похожи, что их легко перепутать. И тогда начинают происходить всякие страшные события, в центре которых и оказались два брата. |                        |                             |                    |
| «Джекилл и Хейди» Jekyll and Heidi | февраль 1999           | Goosebumps: Series 2000 #14 | 50                 |
| В небольшом посёлке появляется по ночам страшное чудовище: получеловек-полузверь. Оно крушит всё на своём пути, оно убивает и калечит детей и взрослых. С ним не могут справиться даже полицейские. И вот с этим монстром пришлось столкнуться двенадцатилетней Хейди. И не просто столкнуться. Оказывается, это чудовище обитает с ней под одной крышей. |                        |                             |                    |
| «Оборотень в гостиной» The Werewolf in the Living Room | май 1999               | Goosebumps: Series 2000 #17 | 51                 |
| Вся жизнь одиннадцатилетнего Арона круто изменилась, когда его отец, шериф небольшого американского городка, решил во что бы то ни стало найти оборотня и показать его по телевидению. И он его нашёл. Но общение с нечистью, как известно, бесследно не проходит. И потому с Ароном начинают твориться непонятные и странные вещи. |                        |                             |                    |
| «Дыхание вампира» Vampire Breath | ноябрь 1996            | Goosebumps #49              | 52                 |
| Фредди и Кара находят в доме Фредди странную бутылку, на которой написано: «Дыхание вампира». Открыв её, они сталкиваются с вампиром, который оказывается у Фредди в подвале. |                        |                             |                    |
| «Тревожное полнолуние» Full Moon Fever | октябрь 1999           | Goosebumps: Series 2000 #22 | 53                 |
| В Хеллоуин двое ребят переехали к дедушке. Он рассказывает им страшную историю о «лихорадке полной луны». Если посмотреть на Луну, станешь оборотнем. Ребята, не веря в это, решают и вправду посмотреть на Луну в ночь на Хеллоуин. На следующее утро они обнаружили, что стали обрастать мехом. |                        |                             |                    |
| «Не ложись спать!» Don’t Go to Sleep! | апрель 1997            | Goosebumps #54              | 54                 |
| Мэтт Амстердам ютится в крохотной комнате, а просторная гостиная вечно пустует. Мама не разрешает Мэтту спать в гостиной, но однажды ночью Мэтт ложится в гостиной тайком. Он всего лишь хочет поспать одну ночь. Однако, когда он просыпается, он обнаруживает, что вся его семья и он сам сильно изменился. Каждую ночь, когда Мэтт засыпает в гостиной, его жизнь меняется. И к тому же его преследует Полиция Времени. |                        |                             |                    |
| «Мумия идёт» The Mummy Walks | апрель 1999            | Goosebumps: Series 2000 #16 | 55                 |
| Родители отправляют Майкла одного к тёте в Орландо. Майкл полон мечтаний. Родители очень переживают из-за этой поездки. В самолёте Майкл обнаруживает, что он летит в некую страну Джезекию, что его родители — это правители Джезекии, и что в его мозгу находится чип, за которым охотятся все подданные Джезекии. |                        |                             |                    |
| «Эта кошмарная школа» Scream School | март 1999              | Goosebumps: Series 2000 #15 | 56                 |
| Эмори Бэньон — известный кинорежиссёр фильмов ужасов — постоянно пугает своего сына Джека, который боится всего на свете. Джек хочет доказать отцу, что он не боится, но у него это не получается, поскольку изобретательный кинорежиссёр придумывает всё новые и новые ужасы. Он даже день рождения сыну испортил. Однако, кажется, у Джека появляется шанс: Эмори едет снимать новый фильм в старую заброшенную школу, о которой ходят зловещие легенды. |                        |                             |                    |
| «Бойся, очень бойся!» Be Afraid — Be Very Afraid! | август 1999            | Goosebumps: Series 2000 #20 | 57                 |
| Коннор вместе со своей подругой Эмпили уныло проводит последние недели своих летних каникул. Однажды противный мистер Амг устраивает в гараже распродажу. Коннор ворует старинные карты. К ним присоединяется Кайл, и они все вместе играют. Вот только вскоре дети обнаруживают странную вещь — обычная, казалось бы, карточная игра изменяет действительность в соответствии с её ходом. |                        |                             |                    |
| «Кошмары чёрного кольца» Horrors of the Black Ring | июнь 1999              | Goosebumps: Series 2000 #18 | 58                 |
| Бет Эванс замечает странное колько на пальце учительницы мисс Голд. Вскоре начинают происходить таинственные и пугающие события. Бет понимает, что виной всему — таинственное кольцо. Вскоре проводится школьный карнавал, на котором мисс Голд едва не убивает учеников. Её арестовывают, а кольцо случайно надевает Бет. |                        |                             |                    |
| «Заколдованное авто» The Haunted Car | сентябрь 1999          | Goosebumps: Series 2000 #21 | 59                 |
| Отец Митчелла приобретает хорошую машину по маленькой цене. Владелец предупреждает о зле, таяшемся в машине, но его никто не слушает. Однако вскоре Митчелл знакомится с соседкой Мариссой и убеждается, что машина не простая. Таинственная девочка хочет убить Митчелла. |                        |                             |                    |
| «Глубокая беда» Deep Trouble II | август 1997            | Goosebumps #58              | 60                 |
| Билли и Шина плавают по океану вместе с доктором Дипом. Вскоре они обнаруживают необыкновенно крупных рыб, а позже подвергаются нападению этих монстров. |                        |                             |                    |
| «Маска одержимости — 2» The Haunted Mask II | октябрь 1995           | Goosebumps #36              | 61                 |
| В наказание Стива заставляют тренировать младшеклассников. Однако те издеваются над своим тренером. В Хеллоуин Стив покупает в магазине с масками страшную маску, которая оказывается не такой уж и страшной. Однако избавиться от неё тоже не удаётся. |                        |                             |                    |
| «Кошмар Слэппи» Slappy’s Nightmare | ноябрь 1999            | Goosebumps: Series 2000 #23 | 62                 |
| Джесси О’Джеймс выступает с марионеткой Слэппи. Вот только Слэппи является живым и постоянно делает гадости. Однажды, когда он откусывает мальчику ухо, Джесси проклинает Слэппи. Он попадает в дом девочки и должен совершить три добрых дела, чтобы вернуться назад. Слэппи пытается их делать, но кто-то постоянно их портит. Слэппи решает разобраться. |                        |                             |                    |
| «Потерявшие память» Earth Geeks Must Go! | декабрь 1999           | Goosebumps: Series 2000 #24 | 63                 |
| Вернувшись в школу после летних каникул, Джейкоб не обнаруживает ни единого знакомого лица. Он не понимает, что пишет на доске учитель, а на компьютере какие-то странные значки. И класс странный — трейный. Мало того, он обнаруживает, что все ребята едят с помощью подмышек, а вокруг школы обитают очень странные насекомые. |                        |                             |                    |